# Globicornis bodemeyeri
Globicornis bodemeyeri là một loài bọ cánh cứng trong họ Dermestidae. Loài này được Ganglbauer in Bodemeyer miêu tả khoa học năm 1900.